# Джеймс Алтачер
Джеймс Алтачер (англ. James Altucher; * 23 січня 1968) — менеджер американських хедж-фондів, підприємець, автор книжок-бестселерів. Є засновником або співзасновником понад 20 компаній, у тому числі Reset Inc. і StockPickr, 17 з яких збанкрутували.
Написав і видав 11 книг, часто публікується у виданнях, таких як Файненшл таймс (англ. The Financial Times), TheStreet.com, TechCrunch, Seeking Alpha, Thought Catalog і Хафінгтон Пост (англ. The Huffington Post).

## Кар'єра
Навчався в Корнельському університеті, який закінчив зі ступенем бакалавра в галузі комп'ютерних наук у 1989 році. Пізніше він вступив на докторантуру до Університету Карнегі-Меллоун з тієї ж дисципліни. Першу роботу отримав на телеканалі HBO, в ІТ-відділі. Якийсь час вів телепрограму «III: am», в якій він блукав нічними вулицями Нью-Йорка й брав інтерв'ю в звичайних перехожих.
Підприємницька кар'єра розпочалася в 1996 році, коли він заснував компанію Reset Inc., студію вебдизайну, паралельно працюючи на HBO. Його клієнтами були хіп-хоп група Wu-Tang Clan, компанії American Express, Consolidated Edison Inc., Time Warner, і BMG Rights Management.
У 1998 році залишив компанію HBO і продав Reset Inc. приблизно за 10 млн американських доларів, отримані кошти задіяв у фінансуванні власних нових інтернет-проектів. Згідно з його власними заявами, він мав на рахунку в банку 15 млн і протягом двох років витратив їх вщент, що призвело до переоцінки власних підходів як до ведення справ, так і до життя. У цей час, Джим Крамер (англ. Jim Cramer) з TheStreet.com найняв його, щоб той написав ряд статей про торгівлю акціями. Заради цього Джеймс почав торгувати акціями для хедж-фондів.
У 2002—2005 роках вів торги для декількох хедж-фондів, а у 2004—2006 роках запустив фонд для хедж-фондів. На даний час є керуючим активами компанії Formula Capital.

### StockPickr
У 2006 році заснував фінансову соціальну мережу StockPickr. Вебсайт являє собою соціальну спільноту на базі якої діє майданчик аматорів для торгівлі акціями, різні дискусійні форуми, блог фондового ринку і тисячі професійних портфелів акцій. Вебсайт отримав нагороду від журналу «Тайм», як один з 50 найкращих вебсайтів 2007 року, і в тому ж році був проданий компанії TheStreet.com за 10 мільйонів американських доларів.

## Інвестиції
У 2013 році працює виконавчим директором Formula Capital. Інвестував у Buddy Media, яку пізніше продав Salesforce.com за 745 млн американських доларів. Інвестував в Bitly, Ticketfly, CTera, Acebucks, Cancer Genetics, Optimal, і ряд інших. Раніше обіймав різні посади в таких компаніях, як 212 Ventures, Corporate Resource Services Inc, а також в StockPickr LLC і Vaultus Mobile, які він заснував.

## Медіа
У 2004—2009 роках працював колумністом у Файненшл таймс, писав статті для Street.com, Seeking Alpha, і Daily Finance. Він часто з'являється на каналі CNBC, написав кілька книг про інвестування. Джеймса Алтачера часто запрошують висловитись з того чи іншого приводу на сайтах Yahoo!Finance і TechCrunch.

## Авторство
Написав 11 книг. У 2011 році його книга «Я був сліпим, але тепер я бачу» (англ. I Was Blind But Now I See) посіла перше місце серед книг з мотивації, що продавались на Amazon.com. Публікації Джеймса Алтачера з'являються в «Файненшл Таймс», «Воллстріт джорнал», TheStreet.com, «Форбс», Yahoo!Finance, TechCrunch, ThoughtCatalog і Fidelity.com. Постійний гість передач й інтерв'ю на CNBC, Fox News Channel, Fox Business Network, Bloomberg TV і CNN Radio.
Почав писати свій блог, Altucher Confidential, в жовтні 2010 року. Вже в перший рік ведення блогу, його записи набрали більше 5 млн переглядів. У 2013 році книга «Обирай сам» (англ. Choose Yourself), дебютувала у списку бестселерів за версією «Воллстріт джорнал».

### Окремі праці
- (англ.) Choose Yourself. CreateSpace. 2013. ISBN 978-1-4903-1337-5. Архів оригіналу за 7 червня 2014. Процитовано 8 червня 2014.
- (англ.) I Was Blind But Now I See. CreateSpace. 2011. ISBN 978-1-4663-4795-3.
- (англ.) How To Be The Luckiest Person Alive!. CreateSpace. 2011. ISBN 978-1-4611-2070-4.
- (англ.) Trade Like a Hedge Fund. John Wiley and Sons. 2004. ISBN 978-0-471-48485-1. Архів оригіналу за 10 травня 2013. Процитовано 8 червня 2014.
- (англ.) Trade like Warren Buffett. John Wiley and Sons. 2005. ISBN 978-0-471-65584-8. Архів оригіналу за 9 червня 2014. Процитовано 8 червня 2014.
- (англ.) SuperCash. John Wiley and Sons. 2006. ISBN 978-0-471-74599-0. Архів оригіналу за 9 травня 2013. Процитовано 8 червня 2014.
- (англ.) The Forever Portfolio: How to Pick Stocks That You Can Hold for the Long Run. Penguin Group. 2008. ISBN 978-1-59184-211-8. Архів оригіналу за 9 червня 2014. Процитовано 8 червня 2014.
- (англ.) The Wall Street Journal Guide to Investing in the Apocalypse: Make Money by Seeing Opportunity Where Others See Peril. HarperCollins. 2011. ISBN 978-0-06-200132-0. Архів оригіналу за 9 червня 2014. Процитовано 8 червня 2014.